# Maltesische Fußballnationalmannschaft der Frauen
Die maltesische Fußballnationalmannschaft der Frauen repräsentiert die Republik Malta im internationalen Frauenfußball. Die Nationalmannschaft ist dem maltesischen Fußballverband unterstellt und wird von Pierre Brincat trainiert. Die maltesische Auswahl gehört zu den schwächsten Nationalmannschaften Europas. Bisher konnte die maltesische Auswahl erst vier Länderspiele gewinnen. In der Qualifikation zur WM 2011 traf die Mannschaft auf Spanien, England, Österreich und die Türkei. Dabei spielte Malta am 18. November 2009 im Spiel gegen Österreich zum ersten Mal gegen eine deutschsprachige Mannschaft. Alle Spiele gingen verloren und am Ende belegte Malta den letzten Platz in der Tabelle. Für die olympischen Fußballturniere konnte sich Malta bisher ebenfalls nicht qualifizieren.
In der Vorqualifikation für die EM 2013 konnte die Mannschaft beim Turnier auf Malta den Heimvorteil nicht nutzen und belegte nur den zweiten Gruppenplatz. Dadurch wurde die eigentliche Qualifikation verpasst.
Dagegen konnte die Mannschaft in der Vorqualifikation für die WM 2015 den Heimvorteil nutzen und sich für die eigentliche Qualifikation qualifizieren. In dieser treffen die Malteserinnen ab September 2013 auf Dänemark, Island, die Schweiz, Serbien und Israel. Bisher spielte Malta lediglich einmal gegen die Schweiz, aber noch nicht gegen die anderen Gruppengegner.
Beim Start der FIFA-Weltrangliste belegte Malta Rang 74, die bis heute beste Platzierung. Nachdem die ersten 13 Länderspiele verloren worden waren, fiel Malta auf Rang 113 im Dezember 2006 ab. Derzeit wird – nach einem zwischenzeitlichen Anstieg auf Platz 86 im Dezember 2009 – Rang 87 belegt.

## Turnierbilanz

### Weltmeisterschaft
| - 1991: nicht teilgenommen - 1995: nicht teilgenommen - 1999: nicht teilgenommen - 2003: nicht teilgenommen - 2007: nicht qualifiziert | - 2011: nicht qualifiziert - 2015: nicht qualifiziert - 2019: nicht qualifiziert - 2023: nicht qualifiziert |

### Europameisterschaft
| - 1984: nicht teilgenommen - 1987: nicht teilgenommen - 1989: nicht teilgenommen - 1991: nicht teilgenommen - 1993: nicht teilgenommen - 1995: nicht teilgenommen | - 1997: nicht teilgenommen - 2001: nicht teilgenommen - 2005: nicht qualifiziert - 2009: nicht qualifiziert - 2013: nicht qualifiziert - 2017: nicht qualifiziert | - 2022: nicht qualifiziert - 2025: nicht qualifiziert, Abstieg in Liga C der UEFA Women’s Nations League 2025 |

### Olympische Spiele
Die Qualifikation erfolgte bis 2020 über die WM-Endrunde, ab 2024 über die UEFA Women’s Nations League.
| - 1996: nicht qualifiziert - 2000: nicht qualifiziert - 2004: nicht qualifiziert - 2008: nicht qualifiziert | - 2012: nicht qualifiziert - 2016: nicht qualifiziert - 2020: nicht qualifiziert - 2024: Keine Möglichkeit sich zu qualifizieren |

### Nations League
- 2023/24: Liga C1 – 1. Platz, Aufstieg in Liga B für die Qualifikation zur EM 2025
- 2025: Liga C2 – 1. Platz, Aufstieg in Liga B für die Qualifikation zur WM 2027

## Spiele gegen Nationalmannschaften deutschsprachiger Länder
Alle Ergebnisse aus maltesischer Sicht.
Bislang gab es noch keine Spiele gegen die deutsche Auswahl.

### Schweiz
| Datum         | Ort       | Ergebnis | Anlass                |
| ------------- | --------- | -------- | --------------------- |
| 23. Feb. 2007 | Paola     | 0:0      |                       |
| 5. Apr. 2014  | Zug (CHE) | 0:11     | WM 2015-Qualifikation |
| 17. Sep. 2014 | Ħamrun    | 0:5      | WM 2015-Qualifikation |

### Österreich
| Datum         | Ort              | Ergebnis | Anlass                |
| ------------- | ---------------- | -------- | --------------------- |
| 18. Sep. 2009 | Ta'Qali          | 0:2      | WM 2011-Qualifikation |
| 9. Juni 2010  | Ottensheim (AUT) | 0:6      | WM 2011-Qualifikation |